# Koziki-Olszyny
Koziki-Olszyny is een plaats in het Poolse district  Kolneński, woiwodschap Podlachië. De plaats maakt deel uit van de gemeente Kolno en telt 123 inwoners.